# 安国寺 (黄冈市)
30°26′23″N 114°52′31″E / 30.439818°N 114.875314°E
安国寺，又称护国寺，位于中华人民共和国湖北省黄冈市黄州区赤壁街道宝塔公园内，是湖北省文物保护单位。

## 沿革
安国寺建于唐朝显庆三年（658年），有掸堂街、睢阳院、春草亭、竹啸轩、遗爱亭等建筑。宋朝嘉祜八年（1063年），宋仁宗御赐“安国”寺名，并赐玉印一方。北宋天圣年间，韩琦曾投奔其兄、黄州刺史韩琚，在安国寺西厢房内发奋读书最终考中进士；庙内设有韩琦当年的苦读书座。苏轼被贬黄州期间，曾往返于安国寺，并撰有《书韩魏公黄州诗后》、《梦韩魏公》等文。苏轼在黄州期间，还出资在寺侧购建放生池，也因此得名“苏子瞻放生池”。明朝洪武七年重修。

## 文物保护情况
2008年3月27日，被湖北省人民政府列入第五批湖北省文物保护单位。
其保护范围为：安国寺及周围一定范围。以安国寺建筑群外墙为界，四周各向外延伸20米，北面至黄冈军分区家私城，东面至泖湖西北侧，南面至老庙外大雄宝殿，西面至黄冈市军分区家私城西侧围墙。
其建设控制地带为：以保护范围为界，北面向外延伸约50米至宝塔大道的街道西侧，东面向外延伸约50米至宝塔大道西侧，南面向外延伸约10米至安国寺入口南侧，西面向外延伸约50米至安国寺塔林区西界。

## 图库

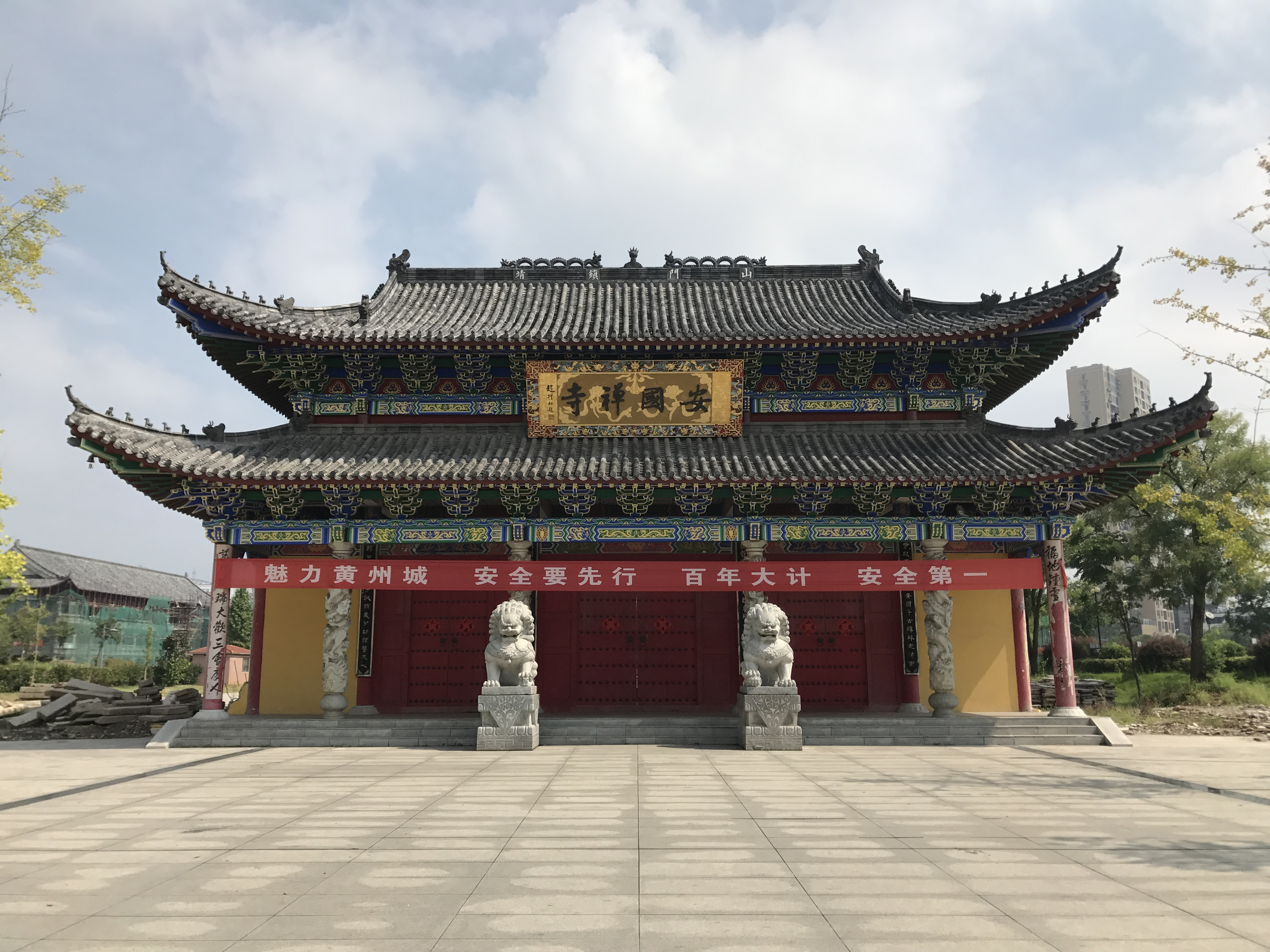
安国寺大门
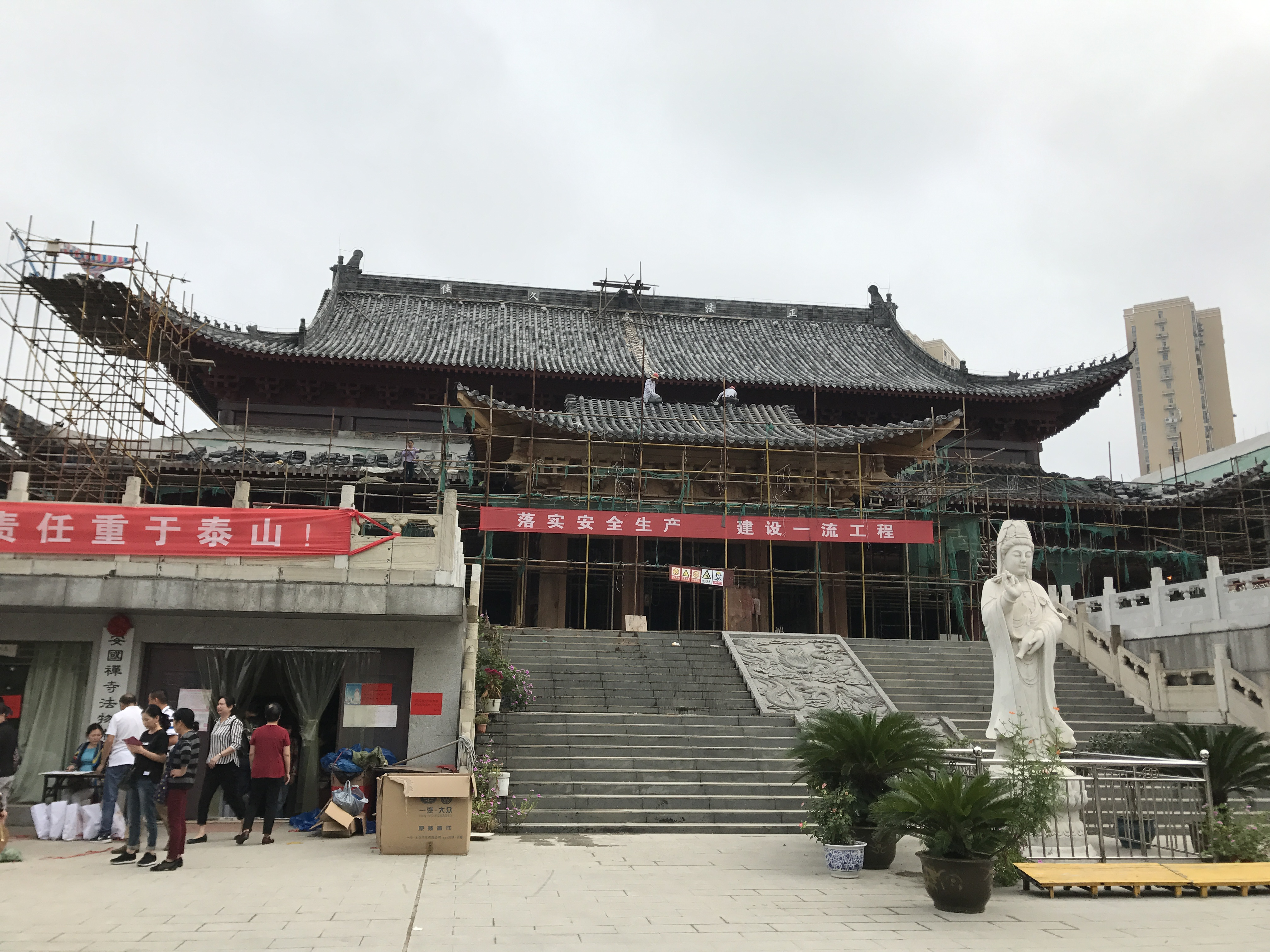
安国寺的大雄宝殿
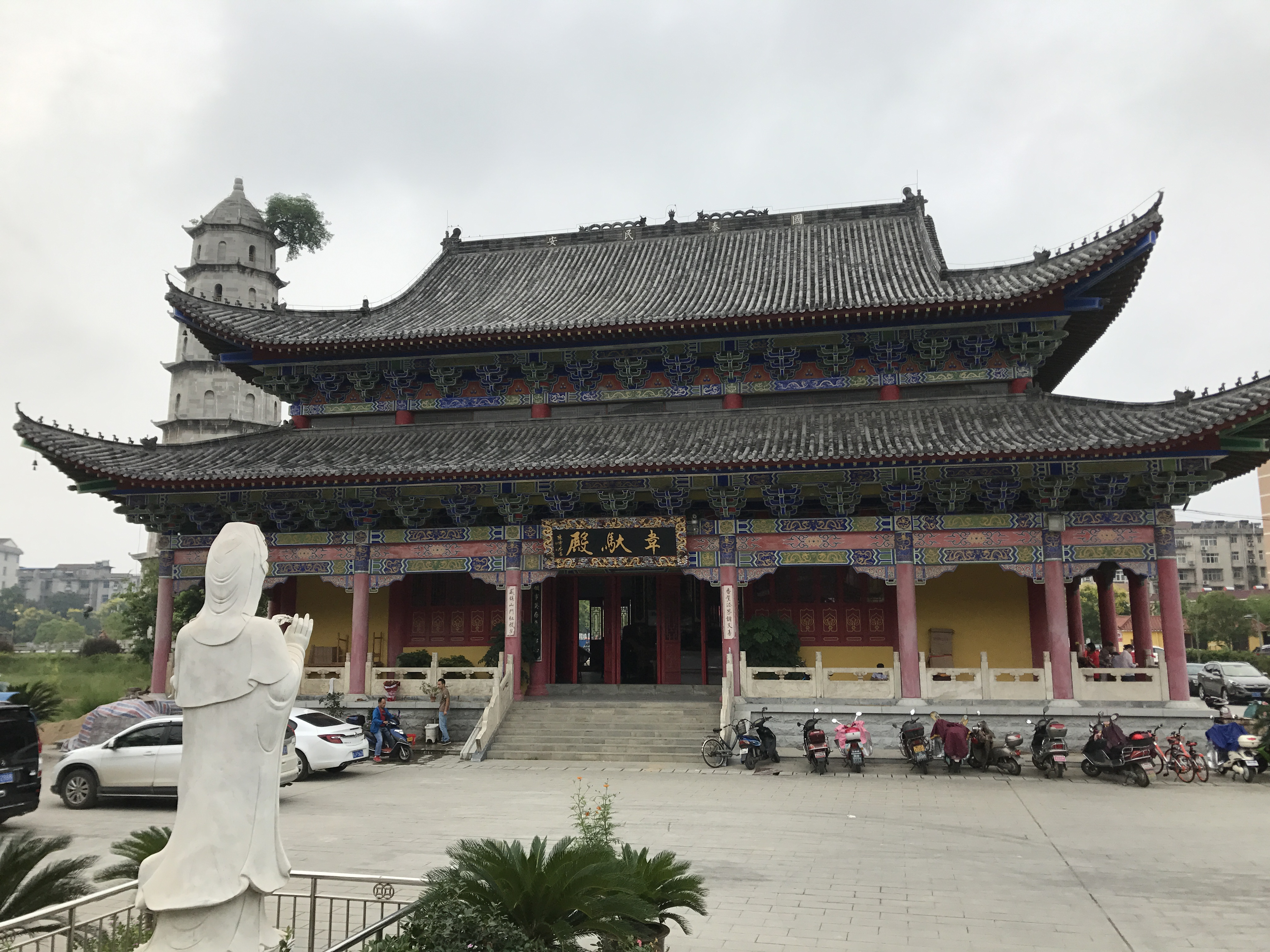
安国寺韦陀殿
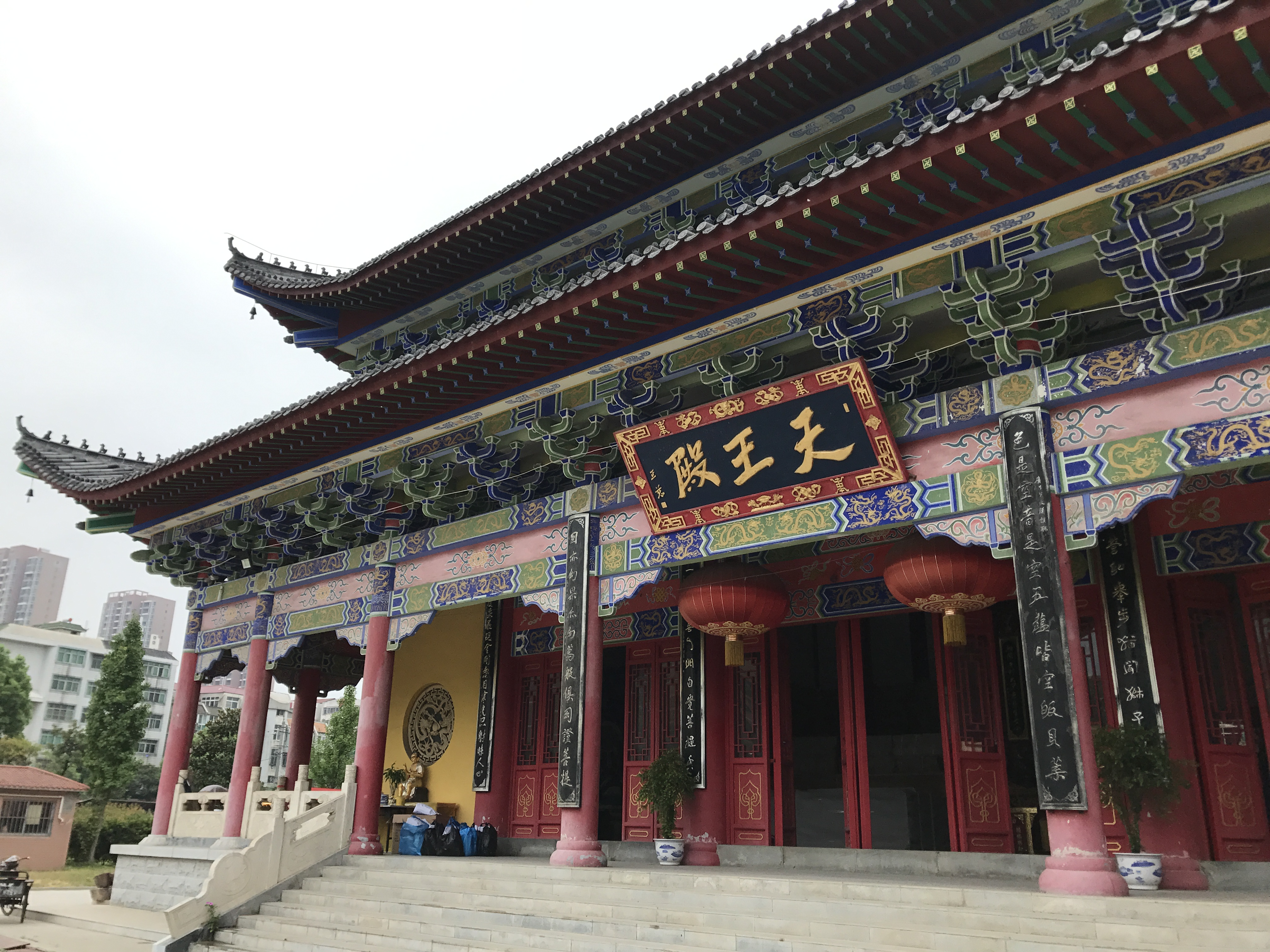
安国寺天王殿